# Miękusz łososiowy

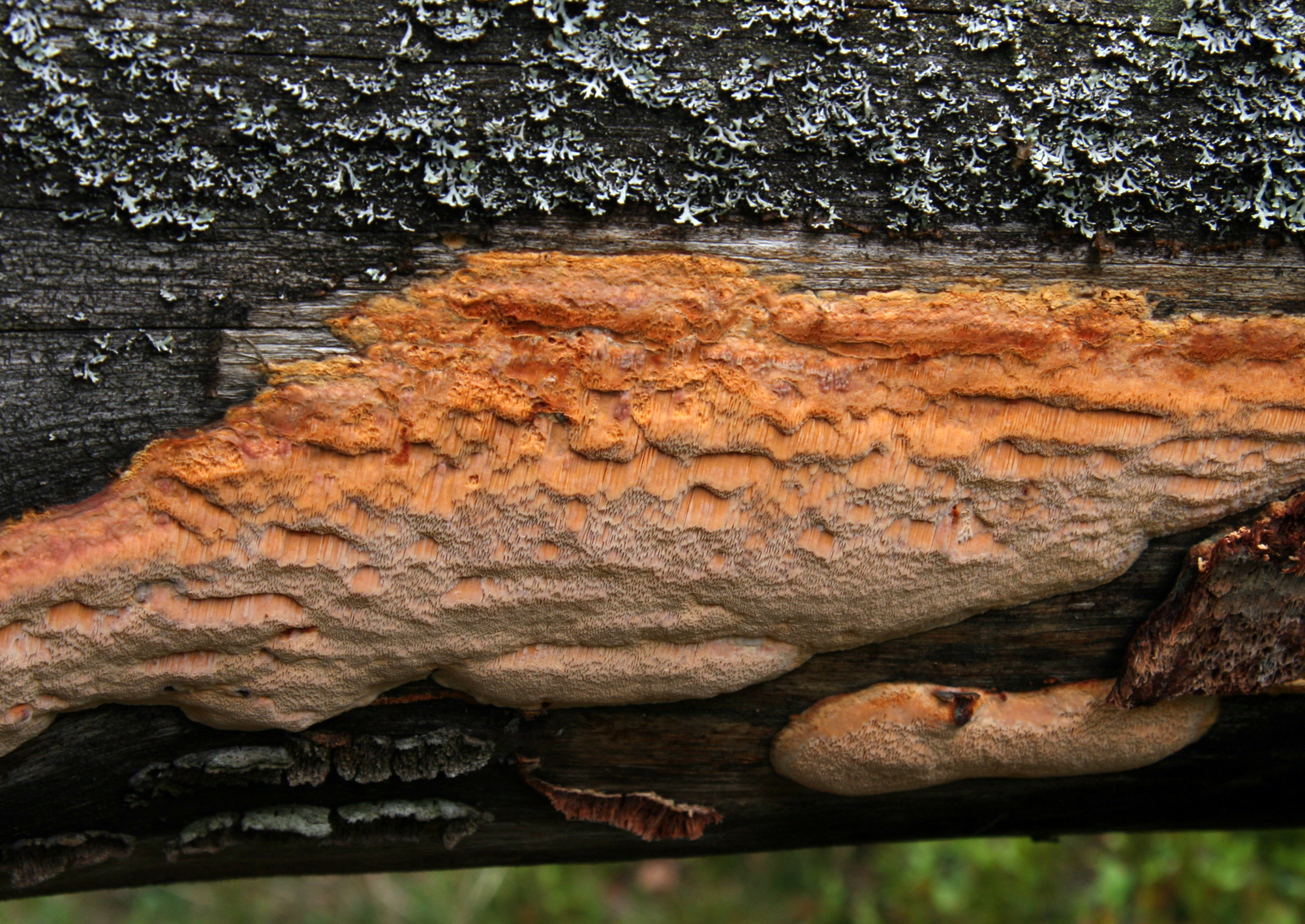

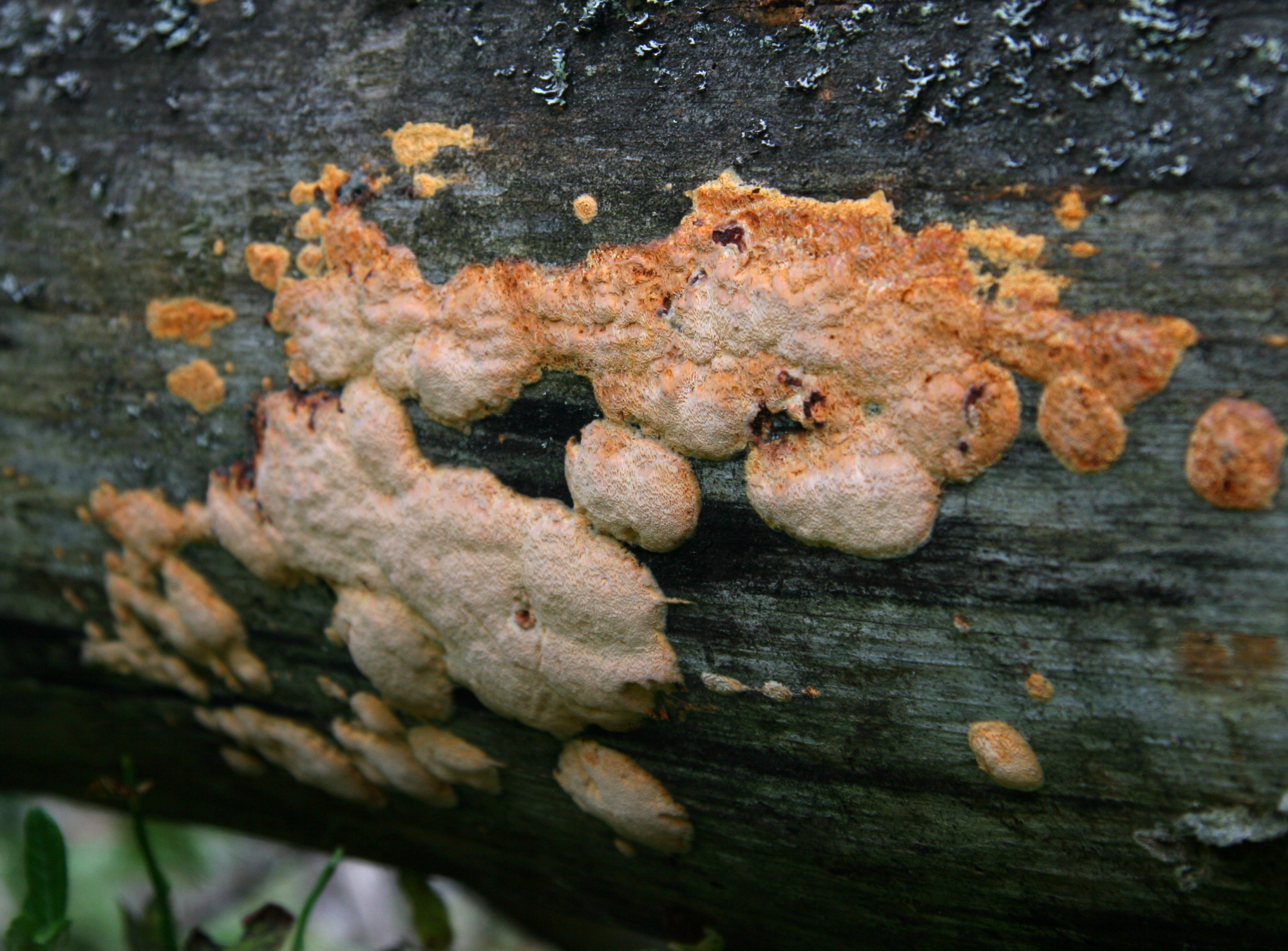

Miękusz łososiowy (Erastia salmonicolor (Berk. & M.A. Curtis) Niemelä & Kinnunen) – gatunek grzybów z rzędu żagwiowców (Polyporales).

## Systematyka i nazewnictwo
Pozycja w klasyfikacji według Index Fungorum: Erastia, Incertae sedis, Polyporales, Incertae sedis, Agaricomycetes, Agaricomycotina, Basidiomycota, Fungi.
Po raz pierwszy gatunek ten opisali w 1849 r. Miles Joseph Berkeley i Moses Ashley Curtis, nadając mu nazwę Polyporus salmonicolor. Obecną nazwę nadali mu Tuomo Niemelä i Juha Kinnunen w 2005 r.
Ma 11 synonimów. Niektóre z nich:
- Hapalopilus salmonicolor (Berk. & M.A. Curtis) Pouzar 1967
- Postia salmonicolor (Berk. & M.A. Curtis) M.J. Larsen & Lombard 1986
- Sarcoporia salmonicolor (Berk. & M.A. Curtis) Teixeira 1986[2].

Stanisław Domański w 1965 r. nadał mu polską nazwę miękusz ochrowoceglasty lub miękusz pomarańczowy, Władysław Wojewoda w 2003 r. zarekomendował nazwę miękusz łososiowy. Wszystkie te nazwy są niespójne z aktualną nazwą naukową.

## Morfologia
Owocniki
Jednoroczne, rozpostarte, w stanie świeżym o konsystencji serowatej, rozwijające się jako małe, oddzielne lub zlewające się w płaty na spodniej stronie kłód drzewa. Pojedynczy owocnik ma średnicę do 10 cm. Powierzchnia porów w stanie świeżym jasnopomarańczowa, po wyschnięciu lub z wiekiem przebarwia się na ciemnoczerwono-brązową i staje się żywiczna. Pory kanciaste, 3-4 na mm. Brzeg płodny, o tej samej barwie co pory, lub wąsko sterylny i jaśniejszy od porów. Kontekst o grubości do 3 mm, jasnopomarańczowy, po wysuszeniu ochrowo-pomarańczowy do pomarańczowo-płowożółtego, miękkowłóknisty, niestrefowany. Warstwa rurek o grubości do 2 mm, w stanie suchym wyraźnie odcinająca się od kontekstu, ciemno czerwonawo-brązowa. Kontekst pod działaniem KOH przebarwia się na ciemnoczerwono-purpurowo.
Cechy mikroskopowe
Strzępki 3 typów; trochę cienkościennych, z przegrodami, o średnicy 2–5 µm; niektóre bardzo grubościenne, czasami z przegrodami i rzadkimi rozgałęzieniami, o średnicy 2–3 µm, inne bardzo rozgałęzione i przypominające strzępki łącznikowe, o średnicy 2,5–5 µm, grubościenne, czasami z przegrodami. Trama zwarta z cienkościennymi strzępkami z 2–4 przegrodami, bez cystyd. Podstawki maczugowate, 4-sterygmowe, 12–14 × 4–5 µm. Bazydiospory cylindryczne, szkliste, nieamyloidalne, 4–5 × 2–2,5 µm.

## Występowanie i siedlisko
Podano występowanie miękusza łososiowego w Ameryce Północnej, Europie i Azji. Najwięcej stanowisk podano w Europie, zwłaszcza na Półwyspie Skandynawskim. W Polsce W. Wojewoda w 2003 r. przytoczył 5 stanowisk. Gatunek znajduje się na Czerwonej liście roślin i grzybów Polski. Ma status E– gatunek wymierający, którego przeżycie jest mało prawdopodobne, jeśli nadal będą działać czynniki zagrożenia.
Grzyb nadrzewny występujący na martwym drewnie drzew iglastych, na leżących na ziemi pniach i gałęziach, także korzeniach. W Polsce notowany na świerku pospolitym i jodle pospolitej, w innych krajach także na sosnach.